# Goldenes Quadrat
Als Goldenes Quadrat (arabisch المربع الذهبي, DMG al-Murabbaʿ aḏ-ḏahabī) wurde eine Verschwörergruppe um vier hohe Offiziere im Königreich Irak bezeichnet. Die Gruppe besetzte zentrale Kommandostellen in der irakischen Armee und bildete abseits der pro-britischen Politiker des haschemitischen Königreichs ein eigenständiges Machtzentrum. Während des Zweiten Weltkriegs unterstützte die Gruppe den pro-deutschen Militärputsch im Irak 1941 unter Premierminister Raschid Ali al-Gailani. Die Gruppe wurde nach der Niederlage der Putschisten 1942 zerschlagen.

## Hintergrund
Das Königreich Irak stellte einen Klientelstaat Großbritanniens dar. Im Offizierskorps des Königreichs wurden während der Dreißigerjahre arabisch-nationalistische Ansichten populär. Deren politische Ideen orientierten sich mehr und mehr am Nationalsozialismus, für den der deutsche Botschafter im Irak Fritz Grobba in Militärkreisen Werbung betrieb. Die Führungselite der Armee hatte eine Machtstruktur abseits offizieller Ränge. Diese wurde von den Zivilpolitikern wie Premierminister Nuri as-Said als Tatsache hingenommen. Während der Dreißigerjahre unterstützte der monarchistische Premier die Machtposition der Offiziere mit der Absicht die Armee politisch zu befrieden. Die mächtigste Clique in der Armee war das Goldene Quadrat um die Obersten Salah ad-Din as-Sabbagh, Fahmi Sa'id, Mahmud Salman und Kamil Schahib. Vor Beginn des Zweiten Weltkriegs stieg die Clique zu einer zentralen Machtposition in der irakischen Politik auf.

## Zweiter Weltkrieg
Nach Ausbruch des Zweiten Weltkriegs versuchte die britische Regierung die irakische Regierung zum Kriegseintritt zu bewegen. Die von der Regierung verfolgte Neutralitätspolitik befeuerte erneut nationalistische und pro-deutsche Ambitionen. Die Offiziere des Goldenen Quadrats verbündeten sich mit dem pro-deutschen nationalistischen Politiker und führten 1941 einen Militärputsch aus. Dieser wurde durch britische Truppen niedergeschlagen. 1942 erklärte Premierminister Nuri as-Said den Achsenmächten den Krieg. Drei von vier Mitgliedern des Goldenen Quadrats wurden wegen Hochverrats angeklagt und hingerichtet. Den Ausschlag zur Beteiligung am Putsch gab ein gescheiterter Versuch des Premierministers Taha al-Haschimi Sabbagh auf einen anderen Posten zu versetzen. Die Offiziere konnten al-Haschimis Regierung zu Fall bringen und machten somit den Weg für al-Gailanis Regierung frei.
Die vier Offiziere des Goldenen Quadrats flohen ins Ausland, wurden jedoch von Iran beziehungsweise in einem Fall von der Türkei ausgewiesen und an die Briten überstellt.